# 수돗물

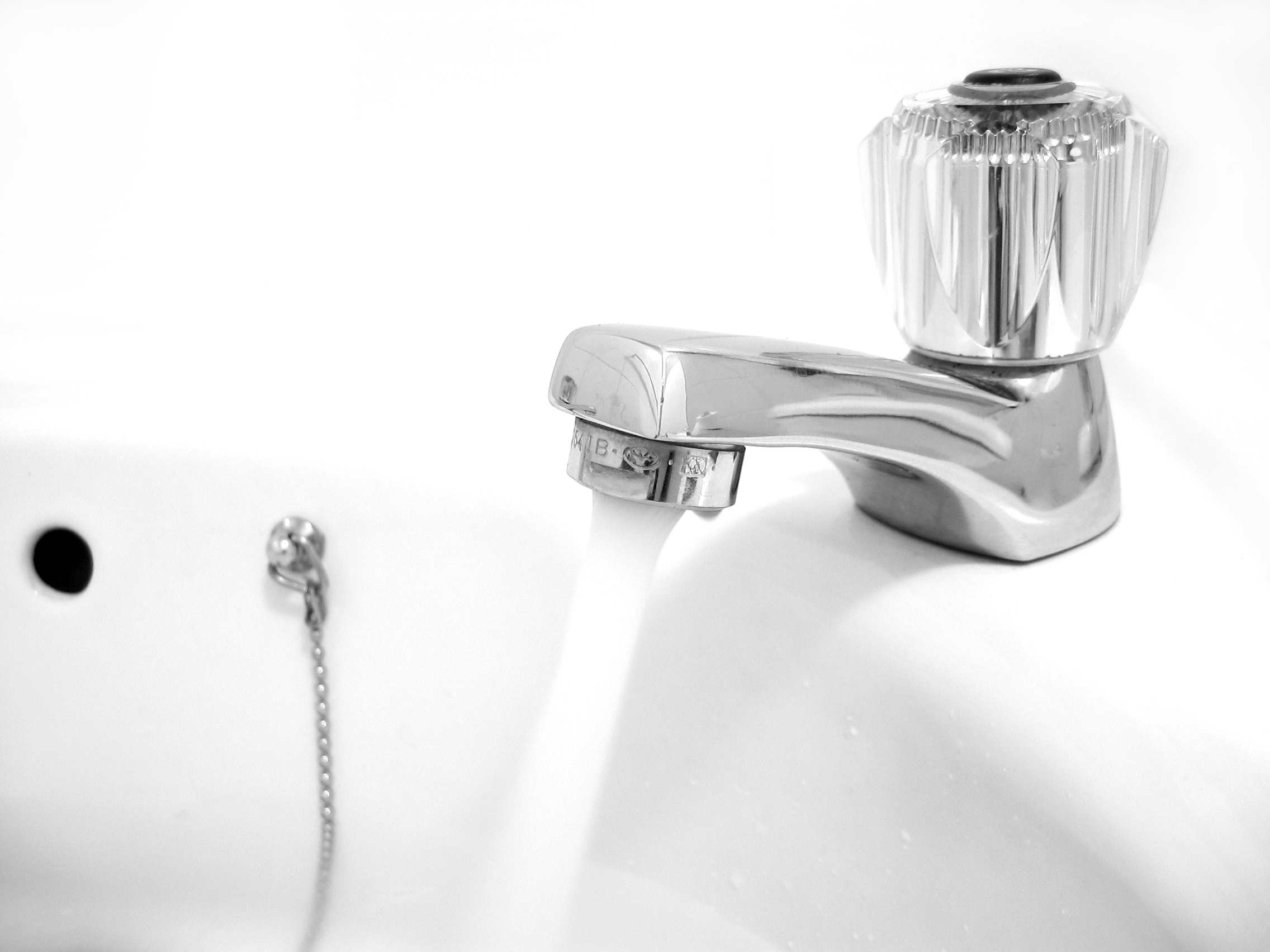
수돗물이 떨어지는 모습.

수돗물은 (문화어: 수도물) 상수도에서 나온 물을 말하며, 인류의 역사에서 가장 획기적인 발명품 중의 하나이다. 영국의 의학전문지 브리티시메디컬저널에 따르면, 위생적인 수돗물의 공급은 1840년 이래로 가장 중요한 의학적 진보라는 평가를 받았다. 최근 세계보건기구(WHO)의 발표 역시 이같은 평가를 뒷받침한다. 안전한 식수와 개인 위생 향상을 통해 질병의 위험을 9.1% 낮출 수 있으며, 6.3%의 죽음을 예방할 수 있다. 수돗물은 위생적인 물을 효율적으로 시민들에게 공급한다는 측면에서 의의가 있다. 물은 부피가 커서 대량으로 운송하기도 어렵고, 보관하기도 어려웠는데, 수도는 이러한 문제점을 해결하는 데 기여했다. 즉 과거 하나하나의 통에 담아 운반할 수밖에 없었던 물을, 인간의 생활공간 한 가운데로 흐르게 한 것이 수도이다.

## 수돗물의 역사

### 로마의 수돗물
수도라는 아이디어를 처음 제안하고 설계한 사람은 로마의 재무관(censor) 아피우스 클라우디우스(Appius Claudius Caecus)이다. 그는 기원전 312년 즈음에 1년 반 동안 재무관을 하게 되는데, 재무관은 공익사업을 위하여 로마 국고의 일부를 사용할 수 있는 권한이 있었다. 그가 설계하고 건설한 대표적인 두 가지가 수도와 고속도로인데, 이 두 가지는 도시의 핵심 기반시설이라고 할 수 있다.

#### 세계 최초의 수도: 아피아 수도
세계 최초의 수도는 창시자 아피우스의 이름을 따서 ‘아피아 수도(Aqua Appia)’라 불렀다. 아피아 수도는 총 길이가 16.6킬로미터인데, 이는 잠실에서 출발해서 한강을 따라가면 국회의사당이 있는 여의도에 이르는 정도의 길이이다. 아피아 수도의 특징은 전체 길이 중 대부분이 지하로 건설되었다는 것이다. 100미터 정도를 제외한 전 구간이 지하이다. 이는 적의 공격으로부터 수도를 보호하고, 좀 더 위생적인 물을 공급하기 위한 의도로 추정된다. 즉 지하에 건설됨으로 해서, 동물의 배설물이 들어갈 가능성도 적고, 수온이 상대적으로 낮아서 부패할 가능성이 줄어드는 것이다. 또한 적군이 로마를 공격하거나 포위했을 때에도 물의 공급을 막거나, 물에 독을 푸는 등의 공격으로부터 상대적으로 안전하다.

#### 지속적으로 늘어난 로마의 수도
아피아 수도 이후로 로마는 계속해서 수도를 증설했다. 로마제국 시대에 건설된 로마 수도는 모두 열한 개로 수도관의 총 길이는 578킬로미터에 이른다. 이는 서울-부산간의 거리(약 400킬로미터)보다도 더 길다.

### 정수처리를 거쳐 수돗물을 공급하기 시작한 영국과 미국

#### 식수난에 빠진 런던
16세기 영국은 로마시대 이후 끊겼던 수도가 다시 건설된 곳이다. 런던에서 처음으로 수도 시설이 설치된 건 1582년. 당시 유럽은 급격한 인구 증가로 인해 도시의 경우 수도가 필요했다. 템즈강의 물은 수도를 통해 영국 시민들에게 공급되었다.

#### 수도회사의 설립
템즈강의 물은 그냥 마실 정도로 깨끗하지는 않았다. 그러다보니 로마의 수도처럼 멀더라도 깨끗한 수원지에서 물을 가져오는 방법이 논의되었다. 수도 건설에 있어서, 로마와 런던의 차이점이라면, 로마는 정부 재정으로 수도가 건설된 반면, 런던에는 1619년에 수도를 전문적으로 하는 회사가 설립되었다는 것이다.

#### 위생적인 수돗물 생산 공정의 도입
산업혁명으로 인해 생산 활동이 증대되고, 사람들은 도시로 몰려들게 된다. 이에 따라 하천의 오염이 심각해지는데, 콜레라 등 각종 수인성 전염병이 창궐했다. 영국의 완속사 여과법은 이런 배경하에서 위생적인 수돗물 생산을 목적으로 시작됐다. 1804년 영국의 파슬리(Paisley)에 의해 시작된 완속사 여과법(Slow Sand Filtration)은 영국식 여과법이라고도 불리는데, 물이 자연스럽게 모래 층을 투과하면서 여과되는 방식을 말한다. 이에 반해 급속사 여과법은 1884년 미국의 하이얏(A. Hyatt)이 황산철을 사용하는 응집법을 개발하면서 시작되는데, 미국식 여과법이라고 불리기도 한다. 미국 뉴저지주 서머밀에서 처음 채택된 방식이다. 다시 말하면, 이 급속사 여과법은 약품을 투입해서 이물질을 크게 뭉치게 섞은 후, 가라앉게 하고, 여과를 시킨다. 그 후 염소 소독을 하는 방식으로서, 현재 세계 각국에서 많이 사용하는 방법이다.

염소는 수돗물을 위생적인 상태로 유지하는 데 쓰이는 가장 보편적인 약품이다. 염소 이외에 수돗물에 첨가되기도 하는 약품으로는 불소가 있는데, 세계 60여개국에서 공중 치아 위생을 향상시키기 위하여 불소를 첨가한다. 불소 첨가의 경우 치아 위생으로 인한 유익이 크다는 주장과 사실상 불필요하다는 주장 간에 논쟁이 남아있다.,
수돗물에는 생수와 마찬가지로 다양한 종류의 천연 성분이 포함되어 있는데 예를 들어, 칼슘, 마그네슘, 철과 같은 미네랄 성분이 들어있다. 천연 성분 이외에는 염소 소독으로 인해 생기는 부산물 등이 존재하는데, 실험 결과 수돗물은 WHO 등의 수질 기준을 만족하고 있는 것으로 나타났다. 미량의 소독부산물이라도 원치 않는 경우에는 수돗물을 끓여서 마시면 된다.

### 근대 한국의 수돗물 역사
조선 시대에 물과 관련된 생활상은 1912년에 발행된 “조선의 상수도”라는 자료를 통해 추측해 볼 수 있다. 당시 서울의 경우 우물은 9,241개소가 있었는데, 그 중 12%인 1,091개만이 마시기에 적합하고, 나머지는 부적합했다고 한다. 사용 가구별로 보면, 우물을 사용한 가구는 총 3만 8호였는데, 그 중 42.5%인 1만 2,739호가 마시기에 적합한 물을 사용하고 있었으며, 나머지 57.5%는 마시기에 부적합한 물을 먹고 있었던 것으로 보인다.
한편, 강물을 이용하고 있던 가구도 8,107호로 전체 가구 수를 기준으로 보면, 다섯 가구 중 네 가구는 우물물을, 다섯 가구 중 한 가구는 강물을 마시고 있었다. 근대 한국의 수돗물 역사는 1903년으로 거슬러 올라간다. 그 해 12월 9일 미국인 콜브란(C. H. Collbran)과 보스트윅(H. R. Bostwick)은 고종황제로부터 상수도 부설 경영에 관한 특허를 받았다. 그들은 이 특허를 1905년 8월에 영국인이 설립한 대한수도회사(Korea Water Works Co.)로 양도했고, 이 회사가 1906년 8월에 착공하여 1908년 9월 1일에 서울의 뚝도 정수장을 준공하게 된 것이다. 당시 서울 뚝도 정수장의 규모는 침전지 2개, 여과지 5개, 정수지 1개를 갖추고 하루 1만 2,500톤의 위생적인 물을 생산했다. 이 물은 당시 12만 5천 명에게 공급되는 것으로 계획된 것이었다.

## 수돗물의 안전성 평가요소

#### 원수에 대한 정보
수돗물을 만드는 원재료를 원수(原水)라고 한다. 원수에는 여섯 가지 등급이 있는데, 1등급은 생화학적산소요구량(Biochemical Oxigen Demand, BOD)이 1ppm 이하인 경우이다. 2등급은 BOD가 3ppm 이하인 경우이고, 3등급은 6ppm 이하인 경우, 4등급은 8ppm 이하인 경우, 5등급은 10ppm 이하인 경우이고, 10ppm을 넘으면 등급외라고 판정한다. 수돗물을 만드는 원수는 대부분 1등급이나 2등급으로서, 일반적인 정수처리를 거쳐 수돗물을 만들 수 있다. 원수가 3등급인 경우에는 활성탄이나 막여과 등 고도정수처리를 거쳐 수돗물이 생산된다.

#### 색깔, 냄새, 맛
물은 기본적으로 무색이고, 아무런 냄새도 맛도 없다. 그러나 수돗물을 공급과정에서의 오염을 막기 위해 염소를 일정 농도로 유지하므로, 염소로 인한 냄새와 맛이 느껴진다. 일반적으로 먹는샘물(생수)과 수돗물의 냄새와 맛의 차이는 이 염소로 인해 발생하는데, 수돗물의 경우 염소 농도를 0.2~0.5ppm으로 유지하도록 법제화되어 있다. 염소의 경우 휘발성이 강하므로 공기중에 물을 놓아두면 쉽게 없어진다. 물론, 물을 끓이면 더 빨리 없어진다. 법에 정해진 수돗물의 염소 농도는 사람에게는 전혀 해가 없지만, 어항의 물고기는 염소에 대한 감수성이 각각 다른데, 금붕어의 경우 매우 민감해서 수돗물에 넣으면 죽는 경우가 있다. 이를 막기 위해서, 금붕어의 경우 수돗물에 넣기 전에 염소중화제를 물에 타서 물을 중화시킬 필요가 있다. 한편, 수도꼭지를 틀었을 때 하얗게 보이는 경우가 있는데, 이는 염소 때문이 아니라 수압과 기압의 차이에 의해서 발생하는 공기방울 때문이다.

#### 수돗물품질보고서
수돗물을 생산하는 지방자치단체가 시민들에게 수돗물의 품질에 대해 종합적으로 알리는 연례보고서이다. 1년간 공급된 수돗물의 수질검사 결과에 대해 정리해서 알려주는데, 마시기에 적합했는지, 각종 수질검사 항목에 대한 검사결과는 어땠는지 등이 수록되어 있다. 이 보고서를 통해 각 가정이 공급받고 있는 수돗물이 어떻게 만들어지고, 어떤 경로로 공급되며, 어떤 검사를 거치는 지 등을 확인할 수 있다. 서울시의 경우 이러한 연례 보고서 외에도 실시간으로 수질을 확인할 수 있는 서울워터나우라는 시스템을 구축해 가동하고 있다. 이를 통해 각 가정에서는 자신의 지역에 공급되는 수돗물의 현재 상태를 파악할 수 있다.

## 수돗물 생산 및 공급 과정: 상수도
위생적인 수돗물이 생산되면 이 물을 가정 등 수요처에 공급하게 되는데, 생산 및 공급 시설을 총칭해서 상수도라고 한다. 아래는 일반적인 상수도 시설이다. 대한민국의 수돗물은 주로 지방자치단체나 수자원공사 등에서 생산하는데, 각 공급자들은 대체로 아래와 같은 과정을 거치지만, 세부적인 면에서는 다소 차이가 있다.

#### 취수장
수돗물의 원료인 원수를 끌어오는 곳을 취수장이라고 한다. 서울의 경우 팔당댐부터 잠실 수중보 상류에 취수장이 있어, 이 지역의 한강물이 원수가 된다.

#### 착수정
취수장에서 끌어올려진 원수가 잠시 머무는 장소이다. 여기서 수량을 적절하게 조절하고, 수질의 상태에 따라 활성탄 등을 투입하기도 한다.

#### 혼화지
원수에 있는 미세입자들을 가라앉히기 위해 화학물질을 섞는 곳이다. 구름 속에 있는 물 분자가 비가 되기 위해서는 미세한 먼지 등을 중심으로 뭉쳐야 하는 것처럼, 물속에 있는 미세입자들을 가라앉히기 위해서는 그 입자들을 크게 뭉치도록 중심 역할을 하는 화학물질을 넣어줘야 한다.

#### 응집지
약품과 미세입자들이 잘 섞이도록 물을 저어주는 곳이다. 이곳을 거치면서 물속의 불순물들은 점점 큰 덩어리가 된다.

#### 침전지
응집지에서 커진 덩어리를 가라앉히고, 위쪽의 맑은 물만 다음 단계로 흘려보내는 곳이다.

#### 여과지
침전지에서 걸러지지 않은 미세한 입자가 남아 있더라도 여과지에서 모래와 자갈층을 통과하면서 깨끗하게 걸러진다. 이는 강물이 강바닥을 통해 스며들면서 지하수가 되는 과정에서 더 깨끗해지는 것과 같은 원리이다.

#### 고도정수처리
오존과 입상활성탄 등을 통해 미세한 물질들을 분해하고 흡착해 제거한다. 원수가 깨끗할 경우 이 과정은 불필요하기도 하지만, 맛과 냄새를 개선하기 위해 깨끗한 원수에 대해서도 고도정수처리를 하는 경우가 있다.

#### 염소 소독
여과된 수돗물에 소량의 염소를 넣어 소독한다. 이 공정은 미생물에 대해 위생적이고 안전한 수돗물을 만드는 최종공정이다.

#### 배수지
배수지는 정수센터에서 보낸 수돗물을 각 가정으로 보내기 전까지 저장하는 중간 물탱크이다. 사고로 인해 일시적으로 수돗물을 생산하지 못하는 때를 대비해서 물을 저장하는 역할도 한다.

#### 아파트 등의 물탱크
아파트 단지나 가정 안으로 들어오기 전까지는 수돗물 생산자가 관리하는 영역이지만, 일단 안으로 들어오면 주민들이 관리하게 되는데 바로 물탱크가 그 첫 번째 관리 대상이다. 물탱크는 1년에 두 번씩 정기적으로 청소를 해줘야 위생적으로 안심할 수 있다. 최근에는 물탱크 없이 바로 물을 공급하는 직결급수 시스템을 사용하는 경우도 많다.

#### 수도꼭지
수돗물이 마지막으로 도착하는 곳이 수도꼭지이다. 각 가정에서는 수도꼭지를 통해 수돗물을 받아서 쓸 수 있다.

## 같이 보기
- 수도 (시설)
- 물
- 중수도
- 하수도
- 수질
- 식수

## 참고자료
- 환경부, 《재밌는 물 이야기》, 2010.
- http://water.seoul.go.kr
- http://www.kwater.or.kr
- https://web.archive.org/web/20181229021504/https://www.ilovewater.or.kr/